# Edward Gleichen
Albert Edward Wilfred, greve av Gleichen, född den 15 januari 1863, död den 14 december 1937, var en brittisk militär, son till Viktor av Hohenlohe-Langenburg.

## Biografi
Gleichen ingick 1881 i brittiska armén, där han 1903 avancerade till överstelöjtnant. Han deltog 1884–85 i Sudanfälttåget, som han skildrat i With the camel corps up the Nile (1888), och sändes 1897 jämte sir Rennell Rodd på en särskild beskickning till Abessinien, skildrad i With the mission to Menelik (1897). I boerkriget utmärkte han sig och blev sårad vid Modder River. Under första världskriget var han 1914-16 brigadchef och 1917-18 chef för informationsdepartementets av honom organiserade underrättelsebyrå. Han bortlade 1917 sin koburgska grevetitel och kallade sig därefter lord Edward Gleichen. År 1919 tog han som generalmajor avsked ur armén. Han skrev vidare The doings of the fifteenth infantry brigade (1917).